# Урусовська
Уру́совська (рос. Урусовская) — присілок у складі Верховазького району Вологодської області, Росія. Адміністративний центр Нижньокулойського сільського поселення.

## Населення
Населення — 355 осіб (2010; 448 у 2002).
Національний склад (станом на 2002 рік):
- росіяни — 99 %